# Кореляційне кодування
Модель кореляційного кодування потенціалами дії нейронів стверджує, що кореляції між спайками (потенціалами дії) у послідовності цих спайків може нести додаткову інформацію окрім інформації про час виникнення потенціалів дії. Теоретично було показано, що кореляції між послідовностями спайків можуть лише зменшувати загальну взаємну інформацію в двох послідовностях спайків. Будь-який рівень кореляції зменшує загальну інформаційну ентропію; таким чином, згідно з інформаційною теоремою Фішера кореляції тільки зменшують інформацію. 
Однак, це не перешкоджає кореляції переносити інформацію, яка не присутня у середній частоті потенціалів дії пар нейронів. 
Наочний приклад був відкритий у слуховій корі мармозеток. Чистий тон викликав збільшення кількості корельованих спайків, але не збільшення середньої частоти потенціалів дії пар нейронів.